# Abraham Hirszowicz
Abraham Hirszowicz (2. Hälfte des 18. Jahrhunderts) war in den 1790er Jahren jüdischer Hoffaktor unter König Stanislaus II. August Poniatowski, der während des Vierjährigen Sejms ein Reformprojekt für die polnischen Juden entwickelte.

## Leben
Abraham Hirszowicz verfasste ein Projekt reformy i poprawy obyczajów starozakonnych mieszkańców Królestwa Polskiego in sieben Paragrafen, das er König Stanislaus II. August Poniatowski und der jüdischen Delegation auf dem Vierjährigen Sejm vorlegte. Darin sind Einflüsse der französischen Aufklärung festzustellen. So forderte er jüdische Vertretungen in den Woiwodschaften, die Beschäftigung von arbeitslosen Juden bei öffentlichen Arbeiten, Zulassung zur Ausübung von allen Handwerken, Förderung der landwirtschaftlichen Siedlungen durch Zuteilung von Ackerland in der Ukraine, die Bekämpfung von Luxus durch ein Verbot, Kleidung aus Seide oder Samt zu tragen, die Erhöhung des Mindestalters für die Eheschließung, die Abschaffung von rabbinischen Positionen in Kleinstädten sowie das Errichten von Krankenhäusern für bedürftige Juden. Zudem sollte die Bildung der Jugend an öffentlichen Schulen sowie die Einberufung in die polnische Armee zu einer kulturellen Assimilation der Juden führen.
Sein Projekt wurde erstmals 1896 in Ostatni rok Sejmu Wielkiego von Władysław Smoleński abgedruckt.